# Anguillská fotbalová reprezentace
Anguillská fotbalová reprezentace reprezentuje Anguillu na mezinárodních fotbalových akcích, jako je mistrovství světa, Zlatý pohár CONCACAF či Karibský pohár.

## Mistrovství světa
| Rok    | Účast                                           | Soupisky |
| ------ | ----------------------------------------------- | -------- |
| 1994   | Bez účasti                                      |          |
| 1998   | Bez účasti                                      |          |
| 2002   | Nepostoupili z kvalifikace                      |          |
| 2006   | Nepostoupili z kvalifikace                      |          |
| 2010   | Nepostoupili z kvalifikace                      |          |
| 2014   | Nepostoupili z kvalifikace                      |          |
| 2018   | Nepostoupili z kvalifikace                      |          |
| Celkem | Účast – 0× Zlato – 0×, Stříbro – 0×, Bronz – 0× |          |